# Thompsonirhinus inordinatus
Thompsonirhinus inordinatus is een keversoort uit de familie Rhynchitidae. De wetenschappelijke naam van de soort is voor het eerst geldig gepubliceerd in 1938 door Voss.